# آفي ماعوز
أفيغدور "آفي" ماعوز (بالعبرية: אֲבִיגְדוֹר "אָבִי" מָעוֹז‏) (من مواليد 6 يوليو 1956)  هو موظف مدني وسياسي إسرائيلي. وهو زعيم حزب نعوم الديني المحافظ اليميني المتطرف، وهو حاليا العضو الوحيد في الكنيست.
ولد أفيغدور فيشهايمر في حي كريات شموئيل في حيفا. وهو نجل الناجين من الهولوكوست إستر وإسرائيل فيشهايمر. في عام 1975 تطوع في الجيش الإسرائيلي، وفي عام 1977 ساعد في إنشاء مستوطنة مجدال عوز في غوش عتصيون، وأصبح فيما بعد سكرتير الكيبوتس. وبين عامي 1980 و1991 درس في مدرسة دينية.

### النشأة
عين ماعوز مديرًا لوزارة الداخلية من قبل ناتان شارانسكي في عام 1999، وأصبح بعد ذلك مديرًا لوزارة الإسكان في عهد الوزير إيفي إيتام.  كما شغل منصب المدير العام لحزب يسرائيل بعالياه. 

### الحياة السياسية
وأصبح ماعوز زعيما لحزب نعوم بعد تأسيسه عام 2019.  قام حزب نعوم بحملة حول "الهوية اليهودية" لإسرائيل، والتي يقول ماعوز وحزبه إنها يجب أن تكون ضد العلمانية والليبرالية واليهودية الإصلاحية.   وهو يدعو إلى التقاليد الاجتماعية ، وقام بحملة مكثفة ضد حقوق المثليين، ودعا إلى فرض حظر على مسيرات الفخر (المثليين) في القدس وتشريع علاج التحويل.  وهو ضد خدمة النساء في الجيش الإسرائيلي،  ودعا إلى زيادة الفصل بين الجنسين في المناسبات العامة.
قبل انتخابات الكنيست 2021 ، احتل ماعوز المركز السادس في قائمة الحزب الصهيوني الديني،  وتم انتخابه للكنيست حيث فاز الحزب بستة مقاعد. 
أعيد انتخابه في انتخابات الكنيست 2022 كجزء من الحزب الصهيوني الديني،  على الرغم من انقسام الحزب إلى ثلاثة فصائل في 20 نوفمبر 2022.  وتم توقيع اتفاق في 27 تشرين الثاني (نوفمبر) 2022 يقضي بتعيين ماعوز نائبًا لوزير في الائتلاف برئاسة بنيامين نتنياهو.  وكجزء من الاتفاقية، يرأس ماعوز منظمة جديدة تركز على الهوية اليهودية، والتي ستشمل السيطرة على "ناتيف"، وهي الهيئة التي تدير الهجرة من الدول السوفيتية السابقة. وقال ماعوز إنه يرغب في تغيير قانون العودة الإسرائيلي لاستبعاد أحفاد اليهود غير اليهود، والاعتراف فقط بالتحول الأرثوذكسي إلى اليهودية من أجل الهجرة.  دخل تعيين ماعوز حيز التنفيذ في 3 يناير 2023. 
في 27 فبراير 2023، أعلن ماعوز عن نيته الاستقالة من منصب نائب الوزير، مدعيًا أن الحكومة لا تنوي الوفاء باتفاقية ائتلاف نوعام مع الليكود.  دخلت استقالته حيز التنفيذ في 1 مارس. 